# رود زامبار توی
رود زامبار توی یکی از رودهای استان خوست (سابقاً استان پکتیا نامیده می‌شد) در جنوب‌شرقی افغانستان است. این رود از روستای زامبار عبور می‌کند.